# Drnovice u Vyškova

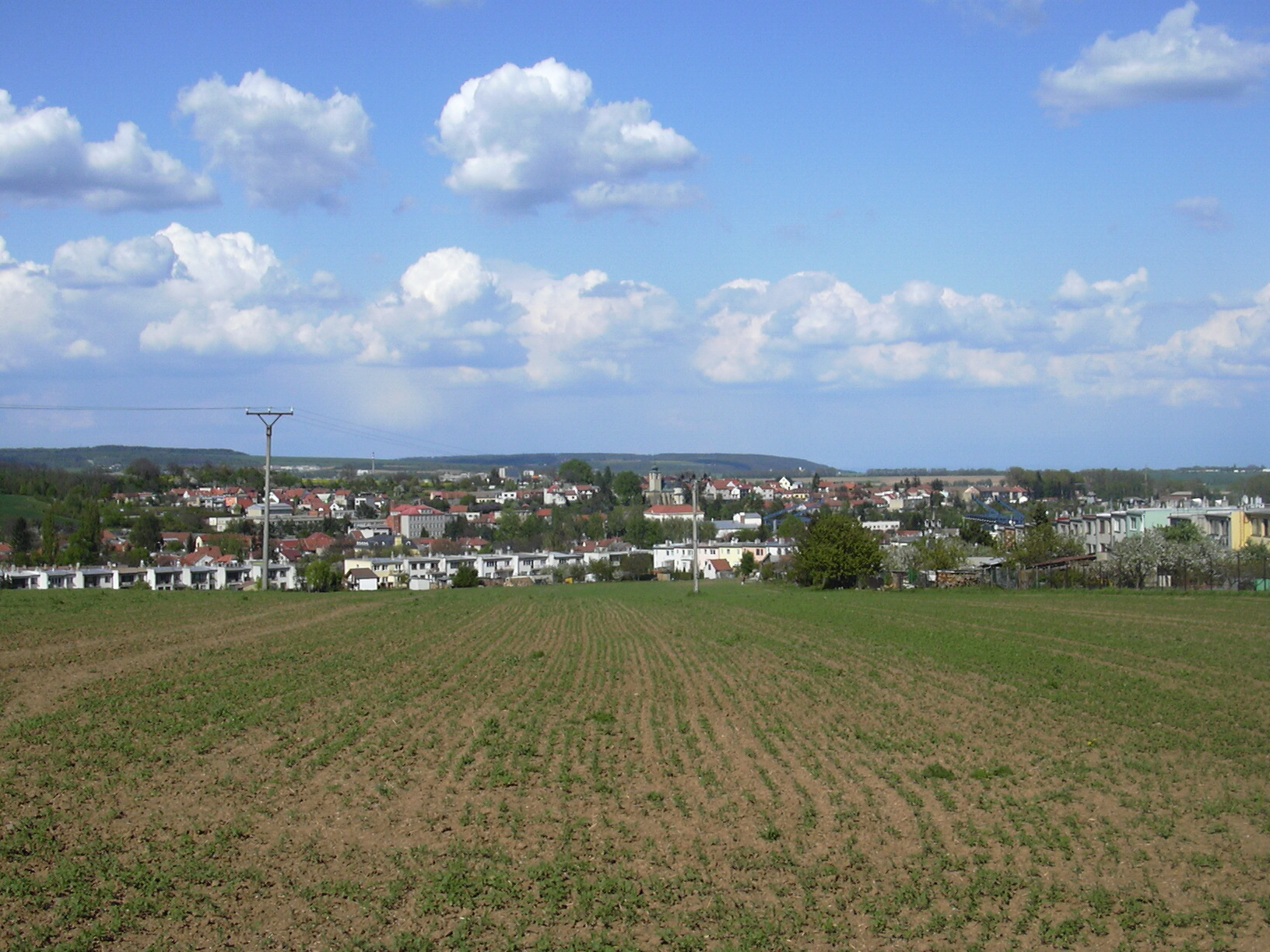
Ortsansicht 2008

Drnovice (deutsch Drnowitz, auch Dirnowitz) ist eine Gemeinde mit 2391 Einwohnern (Stand 1. Januar 2023) in Tschechien. Sie liegt 3,5 km westlich von Vyškov  und gehört dem Okres Vyškov an. Die Gemeinde ist Teil der Mikroregion Drahanská vrchovina.

## Sehenswürdigkeiten
- Kirche St. Laurentius, Barockkirche aus der zweiten Hälfte des 17. Jahrhunderts, umgebaut im ersten Viertel des 18. Jahrhunderts.

## Sport
Landesweit bekannt wurde die Ortschaft durch den Fußballverein 1. FK Drnovice, der von 1993 bis 2002 und erneut 2004/05 in der 1. tschechischen Fußballliga spielte.

## Persönlichkeiten
- Freiherr Wilhelm von Mundy (1742–1805), Textilmagnat und Großgrundbesitzer in Drnowitz
- Freiherr Johann von Mundy (1798–1872), Textilmagnat und Großgrundbesitzer, begraben in Drnowitz
- Gisela Januszewska (1867–1943), Medizinerin, geboren in Drnowitz
- Alexander Roda Roda (1872–1945), Schriftsteller und Publizist, geboren in Drnowitz